# 川西云杉
川西云杉（学名：Picea likiangensis var. balfouriana）为松科云杉属丽江云杉的变种。

## 形态
常绿乔木，高可达40米。淡黄灰色小枝，有密毛；条形叶片有气孔线；圆柱形球果，成熟前为紫红色或紫黑色，斜方状卵形薄种鳞。

## 分布
分布于中国大陆的青海、西藏、四川等地，生长于海拔3,000米至4,000米的地区，常生长在针叶树混交林，目前尚未由人工引种栽培。

## 别名
西康云杉（中国树木分类学），水平杉（中国裸子植物志）